# Claude Gauvreau
Pour les articles homonymes, voir Gauvreau.
Claude Gauvreau, né le 19 août 1925 et mort le 7 juillet 1971 à Montréal, est un poète, dramaturge et critique d’art libertaire québécois. Il est un l’un des signataires du célèbre manifeste automatiste Refus global. Il est surtout reconnu pour son langage exploréen, une glossolalie poétique et un travail sur la langue basé sur l’automatisme. De son vivant, il fait paraitre Sur fil métamorphose (1953) et Brochuges (1957). En 1974, soit trois ans après sa mort, il est le sujet d’un documentaire de Jean-Claude Labrecque produit par l’Office national du film du Canada.

## Biographie

### Enfance
Dès son plus jeune âge, Claude Gauvreau a été plongé dans une ambiance théâtrico-littéraire. Enfant, il jouait dans les pièces écrites par Thérèse Bouthillier à Sainte-Anne-de-Sabrevois dans le comté d’Iberville. C’est à l’âge de neuf ans qu’il écrivit sa première pièce de théâtre.
Claude Gauvreau fait des études classiques au collège Sainte-Marie de Montréal. C’est à ce moment-là que Gauvreau est introduit à la poésie déclamatoire de Paul Claudel, qui fut la première grande influence de sa carrière littéraire. Il fut expulsé deux fois du collège: la première fois en syntaxe pour avoir composé des dessins obscènes et la deuxième, en cours de Philosophie II, pour avoir soutenu des opinions incompatibles avec l’enseignement officiel.

### Études, influences et début de carrière
Le contact de Rimbaud, mais surtout la découverte d’Apollinaire influencèrent sa première œuvre importante, Les entrailles, qu’il commença en 1944. À cette époque, il ne connaissait pas les surréalistes.
La connaissance de Tzara et Artaud allait lui faire découvrir de nouveaux horizons. Il obtient un baccalauréat en philosophie de l'Université de Montréal. C'est à l'Université de Montréal qu'il termine Les entrailles, une série de 26 objets dramatiques en lesquels apparaissent déjà des esquisses de ce qui deviendra bientôt le signe particulier de son écriture, l'exploréen, travail sur la langue et invention de mots basée sur un automatiste surrationnel, relié à une réalité psychologique davantage que physique. L'objet « Fatigue et réalité sans soupçon » est un exemple d'automatisme surrationnel que le poète développe plus tard dans ses pièces d'envergure.

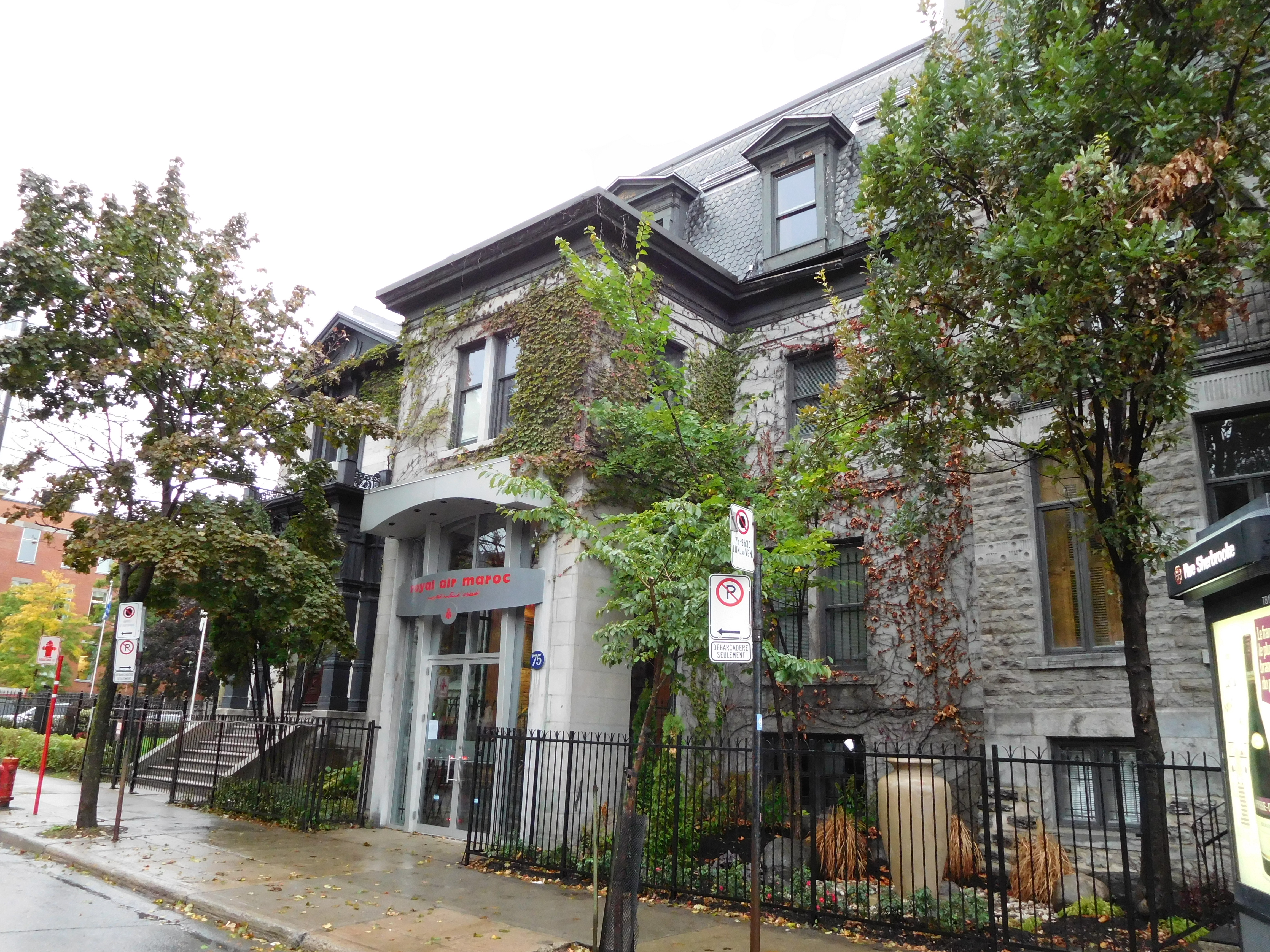
Le 75 rue Sherbrooke Ouest
où demeurait Claude Gauvreau.

Il découvre les arts modernes par son frère Pierre, qui fréquentait l'École des beaux-arts de Montréal, et rencontre le peintre Paul-Émile Borduas. Il devient alors un avocat inconditionnel du mouvement automatiste. Il est le seul poète, donc théoricien, du groupe automatiste et est aussi un des signataires du manifeste Refus global paru en août 1948 alors que Claude a à peine 23 ans.
En 1947, il présente sa première pièce, Bien-être, avec l'actrice Muriel Guilbault, la muse incomparable dont il est profondément amoureux, bien que ce soit un amour à sens unique. C'est Muriel qui lui proposa d'écrire des textes radiophoniques. Certains textes eurent du succès, principalement "Le coureur de marathon".

### Carrière
Après le suicide de Muriel Guilbault survenu le 2 janvier 1952, Claude Gauvreau entreprend d'écrire le roman Beauté baroque dans lequel il relate sa relation avec la comédienne. Après cet exercice éprouvant, il souffre d'amnésie. Quelques années plus tard, fin novembre 1954, Gauvreau fait un premier séjour à l'hôpital Saint-Jean-de-Dieu où il est traité par le psychiatre Lorenzo Morin. À partir de ce moment, la vie du poète alternera entre séjours et congés en clinique où il aura l’occasion d’y rencontrer parfois le médecin et homme de lettres Jacques Ferron qui est chargé de l’aile des femmes vers la fin des années soixante et début soixante-dix.
En 1956, il fonde les Éditions de Feu-Antonin afin d’y publier son recueil des poèmes, Brochuges, mais qui paraît seulement au début de 1957. Par contre, Roland Giguère fait paraître dans ses Éditions Erta Sur fil métamorphose (collection de la Tête armée #4) de Gauvreau. Les deux livres sont les seuls à avoir été publiés de son vivant. Étal mixte, son premier recueil de poésie, était écrit de 1950 à 1951 et préparé pour publication aux Éditions d’Orphée de André Goulet en 1968. Cependant, l’ouvrage n’a jamais été édité et près de 800 exemplaires de l’édition originale sur mille ont été détruits. Deux-cent-deux ont été retrouvés et publiés en 1977, juste avant les Oeuvres créatrices complètes et avec l’autorisation des Éditions Parti pris.
Le groupe automatiste se dissout peu à peu alors que ses membres poursuivent individuellement leur recherche créative au Québec, aux États-Unis et en France.
Rejetant toute forme de dogme, Claude Gauvreau admire néanmoins certains anarchistes tels que Bakounine, Makhno et Juan García Oliver.
Il participe à la Nuit de la poésie du 27 mars 1970.

### Décès
Le 6 juillet 1971, il travaille jusque tard le soir avec Jean-Pierre Ronfard, metteur en scène de sa pièce Les oranges sont vertes. Gauvreau refuse l'idée de Ronfard de continuer le lendemain, jour où débuteront les premières répétitions, et ils s'efforcent de tout finir cette nuit-là. Le lendemain, Gauvreau est retrouvé mort — près d'un immeuble de Montréal — empalé par une clôture. Il se serait défenestré. Une autre thèse soutient toutefois qu'il serait accidentellement tombé du toit où il faisait des réparations.
D'après le rapport du coroner et le rapport d'incident du service de la police de Montréal, le 7 juillet 1971 en début d'après-midi un automobiliste signale avoir aperçu un homme chuter d'un toit en face du 4070, rue Saint-Denis à Montréal. Claude Gauvreau est transféré à l'hôpital Notre-Dame où son décès est constaté. Après examen interne du médecin, Claude Gauvreau est mort des suites d'un polytraumatisme, de fractures multiples et d'une inondation des bronches et de la trachée par du sang. Le coroner indique que les causes du décès s'avèrent violentes mais qu'il est impossible de déterminer les circonstances de celle-ci en l'absence de témoin.
En 1974, il est le sujet du long métrage documentaire Claude Gauvreau - Poète, réalisé par Jean-Claude Labrecque et produit par l’Office national du film du Canada.
Le fonds d’archives de Claude Gauvreau est conservé au centre d'archives de Montréal des Bibliothèque et Archives nationales du Québec.

## Œuvres
- Au cœur des quenouilles, Bien-être, L’ombre sur le cerceau, courtes pièces parues dans Refus global, Éditions Mithra-Mythe, 1948
- Sur fil métamorphose, illustrations de Jean-Paul Mousseau, Montréal, Éditions Erta, coll. de la tête armée, 1953, 55 p.
- Brochuges, Montréal, Éditions de Feu-Antonin, 1957, 63 p.
- Étal mixte, Montréal, Éditions d’Orphée, avec six dessins de l’auteur, 1968, 71 p.

Publications posthumes
- Oeuvres créatrices complètes, Montréal, Parti pris, collection du Chien d’Or, 1977, 1502 p. (ISBN 9780885120703)
- Trois lettres, Montréal, Éditions d’Orphée, 1991, 36 p. (ISBN 289418042X)
- La charge de l’orignal épormyable, pièce de théâtre, Montréal, L’Hexagone, témoignages de Pierre Bernard, André Brassard et Jacques Godin, notes de André-G. Bourassa, 1992, 250 p. (ISBN 2-89006-465-4)
- Beauté baroque, roman moniste, Montréal, L’Hexagone, postface de Jean Salvy, 1992, 192 p. (ISBN 2890064514)
- Étal mixte et autres poèmes, 1948-1971, Montréal, L’Hexagone, note biographique de Claude Gauvreau; notes d’André-G. Bourassa, témoignage de Rober Racine, 1993, 261 p. (ISBN 2-89006-481-6)
- Correspondance, 1949-1950, Montréal, L’Hexagone, présentation de Jean-Claude Dussault, notes d’André-G. Bourassa, 1993, 458 p. (ISBN 2-89006-499-9)
- Les oranges sont vertes, pièce de théâtre en quatre actes 1958-1970, Montréal, L’Hexagone, témoignages de Roger Blay et al., notes d’André-G. Bourassa, 1994, 280 p. (ISBN 2-89006-509-X)
- Écrits sur l’art, Montréal, L’Hexagone, texte établi et présenté par Gilles Lapointe avec la collaboration de Philippe Brosseau, 1996, 410 p. (ISBN 2-89006-530-8)
- Lettres à Paul-Émile Borduas, édition critique par Gilles Lapointe, Montréal, Presses de l’Université de Montréal, coll. «Bibliothèque du Nouveau Monde», 2002, 459 p. (ISBN 978-2-7606-1814-5)
- Lettre à André Breton, le 7 janvier 1961, édition critique par Gilles Lapointe, Montréal, Le temps volé éditeur, 2011, 103 p.[13],[14]
- Le vampire et la nymphomane / The Vampire and the Nymphomaniac, traduction de Ray Ellenwood, Toronto, One Little Goat Theatre Company, édition bilingue tête-bêche avec essais de Ray Ellenwood, Adam Seelig et Thierry Bissonnette, 2022, 168 p.  (ISBN 978-1-7753255-6-7)
- Les entrailles – Objets dramatiques, Bromont, Éditions de La Grenouillère, édition établie et présentée par Thierry Bissonnette, 2023, 272 p.  (ISBN 978-2-924758-80-9)

Jacques Ferron affirme, dans son livre Du fond de mon arrière-cuisine, l’existence d’une œuvre nommée Lobotomie dont il aurait eu connaissance au moment où il s’occupait du poète à Saint-Jean-de-Dieu et qui aurait été détruite subséquemment par Gauvreau peu après que Ferron lui ait fortement recommandé de la publier.

### Œuvres pour la radio
Claude Gauvreau a écrit plusieurs textes radiophoniques, du radio-théâtre, et d’autres «Automatisme pour la radio». Il s’agit d’une part importante de son corpus. Parmi celles-ci, Le coureur de marathon (1951) qui a été montée pour la radio dans le cadre des «Nouveautés dramatiques» à Radio-Canada, réalisée par Guy Beaulne, cosignée par Muriel Guilbaut et Claude Gauvreau, s’est vu attribuer le Canadian Radio Award en 1952. Cette pièce radiophonique a été reprise le 25 février 1969 dans le cadre de l’émission «Studio essai» à Radio-Canada. À la réalisation, Robert Blondin, les acteurs impliqués sont alors Luc Durand, Roger Michael, Michèle Provost et Claire Richard. La pièce ne figure pas dans les Oeuvres créatrices complètes mais a été publiée dans un numéro des Écrits du Canada français (revue Les Écrits), Tome IV, Montréal, 1958, p. 195 à 219.
En 1955, Radio-Canada lui commande treize demi-heures radiophoniques inspirées par les contes de science-fiction de Ray Bradbury. Le projet prend le nom d’Astéroïde 1313. Finalement Gauvreau n’écrira que neuf demi-heures. Dans son Autobiographie en guise de préface de ses Oeuvres créatrices complètes le poète justifie l’abandon de son contrat ainsi: «Après la neuvième, la nécessité de défendre mes pleins droits de citoyen occasionna mon arrestation et mon hospitalisation».

Dans les Oeuvres créatrices complètes sont réunis plusieurs de ses textes radiophoniques dans les sections «L’imagination règne» (prose radiophonique), «Automatisme pour la radio» (réunissant treize textes à quatre voix) et «Cinq ouïes» (théâtre). Dans cette dernière section, nous retrouvons entre autres Magruhilne et la vie (tragédie baroque) présentée à l’émission «Studio essai», réalisée par Robert Blondin, en 1969. Le même réalisateur a aussi mis au programme de son émission le radio-théâtre de Claude Gauvreau, Affaire de taille, autre texte radiophonique que l’on retrouve dans les Oeuvres créatrices complètes. 

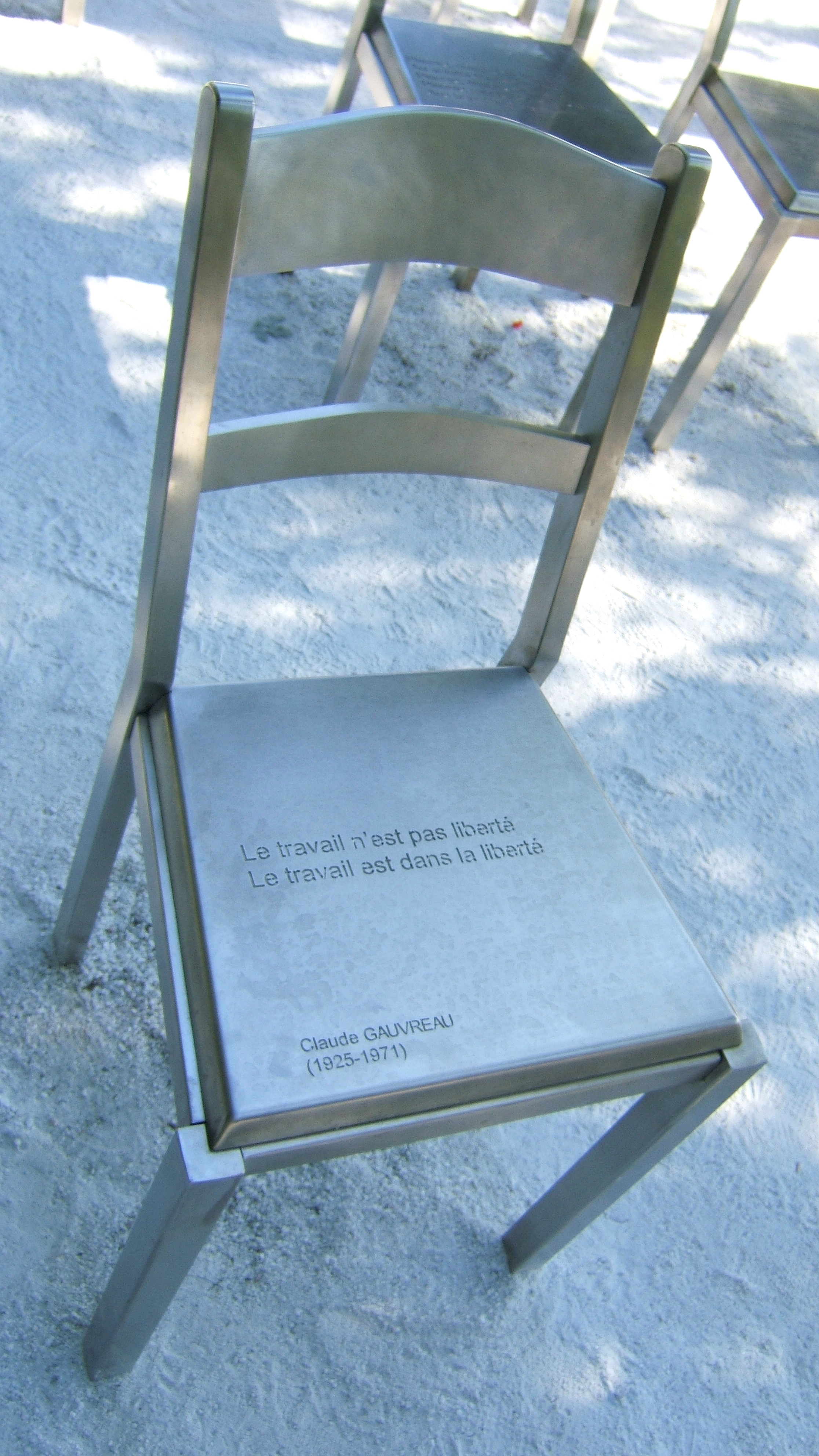
L’une des phrases préférées de Claude Gauvreau sur le fragment d’une œuvre de l’artiste Michel Goulet.

### Un langage «exploréen»
Il y a chez Claude Gauvreau une façon de dire qui tend vers l’inconnu. Fils de militaire, Gauvreau exprime ses secrets et son désir de provocation au moyen d'un langage mystérieux à mi-chemin entre le langage parlé et l’onomatopée (ou ce que la dactylo permet)... En fait, comme Gauvreau faisait partie du mouvement automatiste, il décide de décomposer les mots pour retourner à leur nature propre: les phonèmes.

### Traductions
- Entrails, traduction de Les entrailles par Ray Ellenwood, Toronto, Coach House Quebec translation, 1981 (ISBN 0-88910-224-4) (prix de la traduction du Conseil des arts du Canada 1981[20]); réédité chez Exile Editions, 1991, 188 p. (ISBN 1550960261)
- The Charge of the Expormidable Moose, traduction de La charge de l’orignal épormyable par Ray Ellenwood, Toronto, Exile Editions, 1996, 160 p. (ISBN 1-55096-181-0)
- Bellezza barocca, traduction de Fabiola Baldo, Turin, L’Harmattan Italia, 2003, 150 p. (ISBN 88-88684-41-7)
- Le vampire et la nymphomane / The Vampire and the Nymphomaniac, livret d’opéra et essais critiques, Toronto, One Little Goat Theatre Company, 2022, 168 p.  (ISBN 978-1-7753255-6-7). Édiiton bilingue en format tête-bêche du livret, augmenté d’essais critiques de Ray Ellenwood, Adam Seelig et Thierry Bissonnette.

## Postérité, adaptations et œuvres inspirées

### Opéra
- Le vampire et la nymphomane, production Chants libres, diffusé le 7 décembre 1996 à Radio-Canada dans le cadre de l’opéra du dimanche. Réalisation: Pierre-Mathieu Fortin, montage: Patrick Parenteau, musique: Serge Provost interprétée par le Nouvel Ensemble Moderne dirigé par Lorraine Vaillancourt, mise en scène: Lorraine Pintal, décor: Michel Goulet, costumes: Ginette Noiseux, éclairage: Guy Simard, maquillage: Jacques-Lee Pelletier. 
Distribution: baryton: Doug MacNaughton, soprano: Pauline Vaillancourt, mezzo-soprano: Fides Krucker, Albert Millaire/L’homme aux deux pieds bots, Monique Mercure/La mère du vampire [21].

### Théâtre
- La charge de l’orignal épormyable, pièce de théâtre, présentée en 1970 au théâtre Gésu. Mise en scène : Claude Paradis (professeur au Cégep de Rosemont) associé à la troupe Les Saltimbanques et le Groupe Zéro. Il n’y eut qu’une seule et unique représentation de la pièce qui a été un échec retentissant. Les acteurs ont quitté la salle au milieu du deuxième acte devant seize spectateurs.
- Les oranges sont vertes, pièce de théâtre, présentée du 13 janvier au 12 février 1972 au Théâtre du Nouveau Monde. Mise en scène Jean-Pierre Ronfard, décor : Mousseau, costumes : Lydia Randolph[22]. 
Distribution : Yvirnig/Roger Blay, Mougnan/Robert Gravel, Cegestelle/Michelle Rossignol, Cochebenne/Robert Lalonde, Ivulka/Luce Guilbeaut, Drouvoual/Marcel Sabourin, Muselgine/Katerine Mousseau, Paprikouce/Andrée St-Laurent, L’Abbé Émile Baribeau/Ronald France, Batlam/Jean-Pierre Ronfard, Compagnons de Batlam/Pierre Curzi, Marie-Louise Dion, France Fennec, Ghislain Gaudreault, Diane Gauthier, Paul Savoie, Lucile Vernet, Jean-Guy Viau.
- La charge de l’orignal épormyable, pièce de théâtre, présentée du 8 mars au 16 avril 1974 au Théâtre du Nouveau Monde. Mise en scène : Jean-Pierre Ronfard, décors : Germain, costumes : Bernard Cournoyer, éclairages : Jacques Sauriol, son : Michel Beaulieu, meubles et accessoires : Wendell Dennis[23]. 
Distribution : Gilles Renaud/Mycroft Mixeudeim, Jean-Guy Viau/Beckett-Bobo, Muriel Dutil/Marie-Jeanne Commode, Jean-Pierre Bergeron/Lontil-Déparey, Han Masson/Laura Pa, Michel Magny/Dydrame Daduve, Robert Gravel/Letasse-Cromagnon.
- La charge de l’orignal épormyable, pièce de théâtre, présentée du 13 novembre au 8 décembre 1990 au Théâtre du Nouveau Monde. Mise en scène : André Brassard, assistante à la mise en scène : Roxanne Henry, décor : Michel Crête, costumes : Marc-André Coulombe, éclairages : Manon Choinière, musique et environnement sonore : Pierre Moreau[24]. 
Distribution : Jacques Godin/Mycroft Mixeudeim, Robert Lalonde/Mycroft Mixeudeim, Adèle Reinhardt/Marie-Jeanne Commode, Michel Paré/Beckett-Bobo, René Richard Cyr/Lontil-Déparey, Sylvie Léonard/Laura Pa, Monique Spaziani/Dydrame Daduve, Paul Cagelet/Letasse-Cromagnon. (dans la reprise de la pièce en tournée Robert Lalonde a pris la relève de Jacques Godin pour interpréter Mycroft Mixeudeim).
- Beauté baroque, roman moniste, inspiré de l’œuvre de Gauvreau et adapté pour le théâtre par Jean Salvy, présenté du 22 janvier au 7 mars 1992 au Café de la Place des Arts. Mise en scène et adaptation : Jean Salvy, décor et accessoires : Francine Marcotte, costumes : Michel Robidas assisté de Gaëtan Tyler, éclairages : Gérard Souvay, musique : Julie Vincent d’après une entrée de cirque de Nino Rota, bande sonore : Richard Soly[25]. 
Distribution : Eric Cabana, Raymond Legault et Julie Vincent.
- Les oranges sont vertes, pièce de théâtre, présentée du 15 septembre au 10 octobre 1998 au Théâtre du Nouveau Monde. Mise en scène : Lorraine Pintal assistée de Lou Arteau, décor : Danièle Lévesque, costumes : François St-Aubin, éclairages : Michel Beaulieu, musique : Jean Derome, chorégraphies : Catherine Tardif[26]. 
Distribution : Yvirnig/Pierre Lebeau, Musselgine/Catherine Archambault, l’abbé Emile Baribeau/Marc Béland, Cochebenne/Daniel Brière, Drouvoual/Pierre Collin, Paprikouce/Andrée Lachapelle, Cégestelle/Marie-France Marcotte, Mougnan/Daniel Parent, Ivulka/Pascale Montpetit, Batlam/Antoine Toupin, les révolutionnaires/Sébastien Ricard, Julie Le Breton, Catherine Allard, Rodrigue Gilbert, Anne Paquet, Sébastien Rajotte.
- L’asile de la pureté, pièce de théâtre, présentée du 10 février au 6 mars 2004 au Théâtre du Nouveau Monde. Mise en scène : Lorraine Pintal assistée de Claude Lemelin, décor : Danièle Lévesque, costumes : Marie-Chantal Vaillancourt, éclairages : Michel Beaulieu, musique : Walter Boudreau, accessoires : Normand Blais, maquillages : Jacques-Lee Pelletier[27]. 
Distribution : Marc Béland/Donatien Marcassilar, Carl Béchard/Croufandié, Eudes Levert, Annie Berthiaume/Catherine Tayet, Vincent Bilodeau/Portier Béchin, Cyrano de Bergerac, Estelle Clareton/Édith Luel, Jane Rameau, Frédéric Desager/Abraham de Turelure, Amable George, Brigitte Lafleur/Junie, Alexis Martin/Fortunat Leswick, Éric Paulhus/Fabrice Sigmond, Dominic Théberge/Luc-Albert et Marthe Turgeon/Irène.
- Des Suzes de Brakchita, spectacle littéraire avec montages sonores et vidéo autour de l’œuvre de Claude Gauvreau, création de Thierry Dimanche, Productions Rhizome, 2004[28].
- La charge de l’orignal épormyable, pièce de théâtre, présentée du 10 mars au 4 avril 2009 au Théâtre du Nouveau Monde. Mise en scène : Lorraine Pintal assistée de Betzaïda Thomas, scénographie : Jean Bard, costumes : Marc Sénécal, éclairages : Michel Beaulieu, musique : Walter Boudreau assisté d’Alain Thibault, maquillage : Jacques-Lee Pelletier, perruques : Rachel Tremblay[29],[30]. 
Distribution : François Papineau/Mycroft Mixeudeim, Sylvie Moreau/Marie-Jeanne Commode, Éric Bernier/Lontil-Déparey, Didier Lucien/Letasse-Cromagnon, Pascale Montpetit/Dydrame Daduve, Francis Ducharme/Beckett-Bobo.
- L'asile de la pureté, pièce de théâtre, présentée du 10 au 28 mars 2009 au théâtre du Trident à Québec. Mise en scène: Martin Faucher, assistante à la mise en scène et régie: Hélène Rheault, scénographie: Vano Hotton, costumes: Virginie Leclerc, éclairages: Sonoyo Nishikawa, musique: Marc Vallée, maquillages: Hélène Pearson[31]. 
Distribution: Bertrand Alain, Marie-Josée Bastien, Normand Bissonnette, Frédérik Bouffard, Éva Daigle, Hugues Frenette, Steve Gagnon, Véronika Makdissi-Warren, Jean-Sébastien Ouellette, Klervi Thienpont, Marjorie Vaillancourt et Réjean Vallée.

### Télévision
- La charge de l’orignal épormyable, diffusion en 1992 à la télévision de Radio-Canada de la production 1990 du Théâtre du Nouveau Monde. L’interprétation de Mycroft Mixeudeim vaut à Jacques Godin le prix Gémeaux du meilleur premier rôle masculin pour une série ou émission dramatique en 1993[32].

### Littérature
- Victor-Lévy Beaulieu, La grande tribu (c'est la faute à Papineau) Grotesquerie, roman, Trois-Pistoles, Éditions Trois-Pistoles, 2008, 875 p. (ISBN 9782895831686). L’auteur met en scène le personnage de Claude Gauvreau. Réédité chez Boréal, collection Boréal compact, 2011, 880 p. (ISBN 9782764621110)[33],[34].
- Thierry Dimanche, Tombeau de Claude Gauvreau, roman, Montréal, Leméac, 2022, 2e éd. (1re éd. 2021[35]), 136 p.  (ISBN 9782760948860)

### Musique
- Robert Charlebois, Trop belle pour mourir, pop rock, texte composé pour l’artiste (publié dans Étal mixte et autres poèmes), album Charlebois (Je rêve à Rio), étiquette Barclay, 1974.
- French B, Ode à l’ennemi, électro pop, poème (tiré d’Étal mixte) mis en musique par Jean-Robert Bisaillon et Richard Gauthier, Les éditions Translucide, Audiogram, étiquette SUMO, SMCD 23001, 1991[36].
- Chloé Sainte-Marie, À la croisée des silences, album double CD-livre, 2014 (Yves Desrosiers met en chanson «mon Olivine ma Ragamuche», poème 78 tiré de Les boucliers mégalomanes, «Ode à l’ennemi» et «Élongiaque» tirés d’Étal mixte, ainsi que «Jappements à la lune» tiré de Jappements à la lune) UPC 622406497026[37],[38]
- Walter Boudreau, Concerto pour l’asile, album CD double, inspiré de l’œuvre et de la vie de Gauvreau, pianiste: Alain Lefèvre, interprété par l’Orchestre du Centre National des Arts du Canada, chef: Alexandre Shelley, étiquette Analekta, 2018. AN 2 8874-5 (création en 2013 par l’Orchestre symphonique de Montréal avec le chef Ludovic Morlot et Alain Lefèvre au piano)[39]

### Art contemporain
- Simon Beaudry, Simon Claude-Beauvreau. La charge, fiction et réalité dramatiques, exposition au Musée des beaux-arts de Sherbrooke, du 20 février au 13 septembre 2020[40].

### Films documentaires
- Jean-Claude Labrecque a réalisé en 1974 pour l’Office national du film un long métrage documentaire intitulé «Claude Gauvreau - Poète»[11].